# Серро-де-Пунта
Серро-де-Пунта або просто Серро-Пунта — найвища вершина Пуерто-Рико, висота якої становить 1338 м над рівнем моря. Гора є частиною Центральної Кордильєри і розташована в муніципалітеті Понсе.

## Місцезнаходження
Гора є частиною Центральної Кордильєри і розташована на кордоні між муніципалітетами Хаюя та Понсе. Під'їзна дорога до точки, найближчої до найвищої висоти, пролягає від муніципалітету Хаюя. Гора є частиною лісового заповідника Торо-Негро. Він розташований на західній частині державного парку Торо Негро. Гора знаходиться на північ від дороги 143, що веде зі сходу на захід. Найближчий населений Урбанізаціон-Вега-Лінда пункт до Серро-де-Пунта розміщається 5,3 км від гори.

## Геологія
На відміну від багатьох Карибських гір, Серро-де-Пунта не є вулканом, а просто найвищою точкою в Центральній Кордильєрі. Центральні Кордильєри — це центральний гірський хребет, який розділяє острів зі сходу на захід.

## Найкращий вид
Кажуть, що вид з вершини Серро-де-Пунта — «найкращий вид у всьому Пуерто-Рико». У ясний день можна побачити практично весь острів, включаючи аж до Сан-Хуана, що знаходиться на відстані приблизно 120 км. Недалеко від вершини гори розташовано кілька веж радіо- та телевізійної трансляції та ретрансляції. На вершині гори є оглядовий майданчик.

## Тваринний і рослинний світ
Гора є домом для великої кількості видів тварин, пишної рослинності, квітучих кущів і дерев, а також численних водоспадів. Гора вкрита пальмами Prestoea acuminata var. montana. Тут зустрічаються різні рослини, включно з деякими видами, що знаходяться під загрозою зникнення, такі як зникаюча папороть Elaphoglossum serpens, що зустрічається лише на цій горі і більше ніде у світі, і падуб Кука (Ilex cookiei) або planta de te, який можна знайти лише тут і на сусідній горі Хаюя_(Пуерто-Рико).

## Дороги поруч
Місцевість складається з багатьох крутих гір. Найближча дорога PR-143, це звивиста двосмугова гірська дорога, якою потрібно їхати дуже повільно, оскільки на значній довжині неможливо побачити рух із протилежного напрямку. Трасою 143 — це дорога, яка фактично веде до вершини гори. До дороги 143 можна дістатися через дорогу 10 з кращим рухом. 

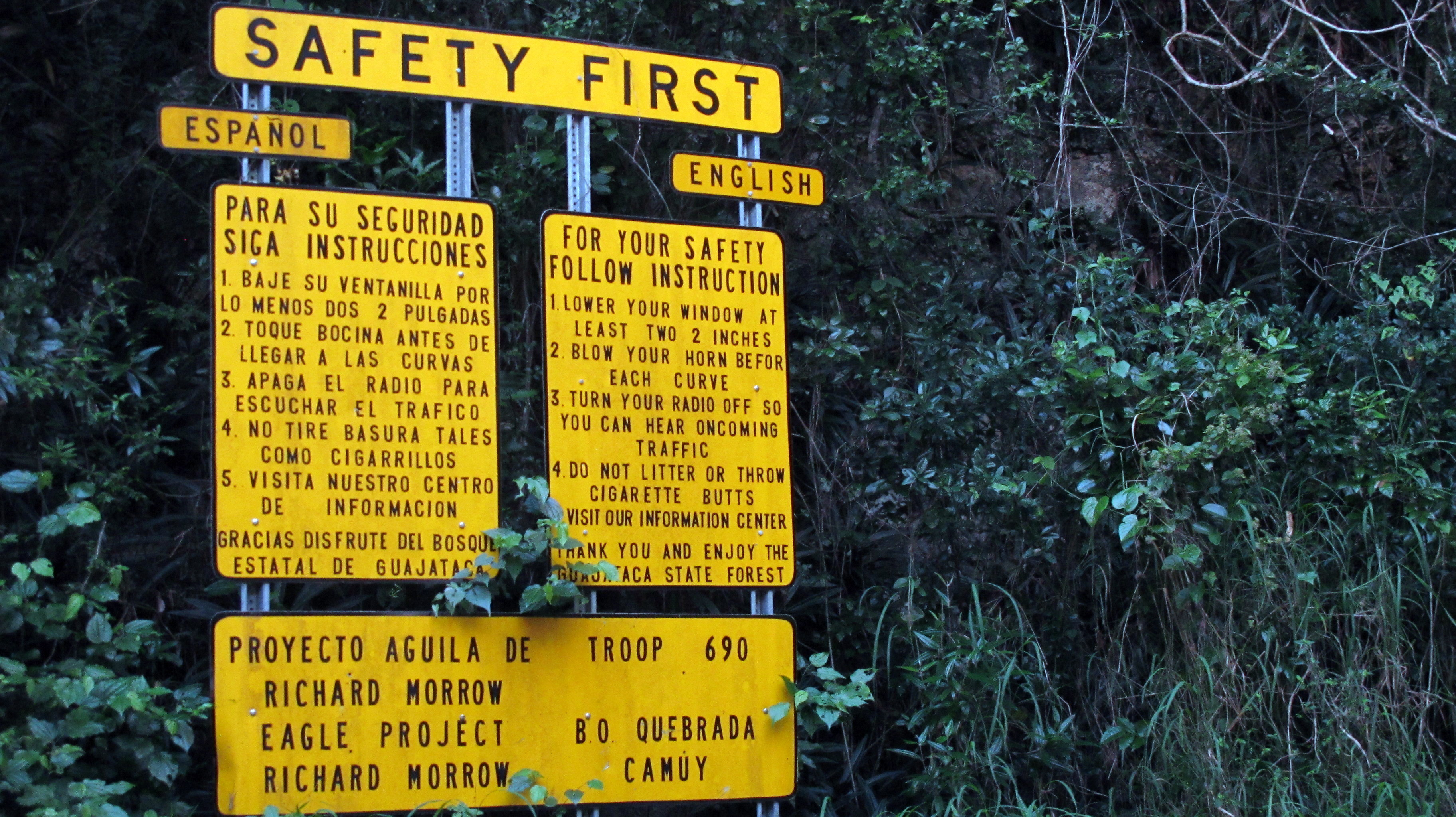
Поради щодо водіння гірськими дорогами
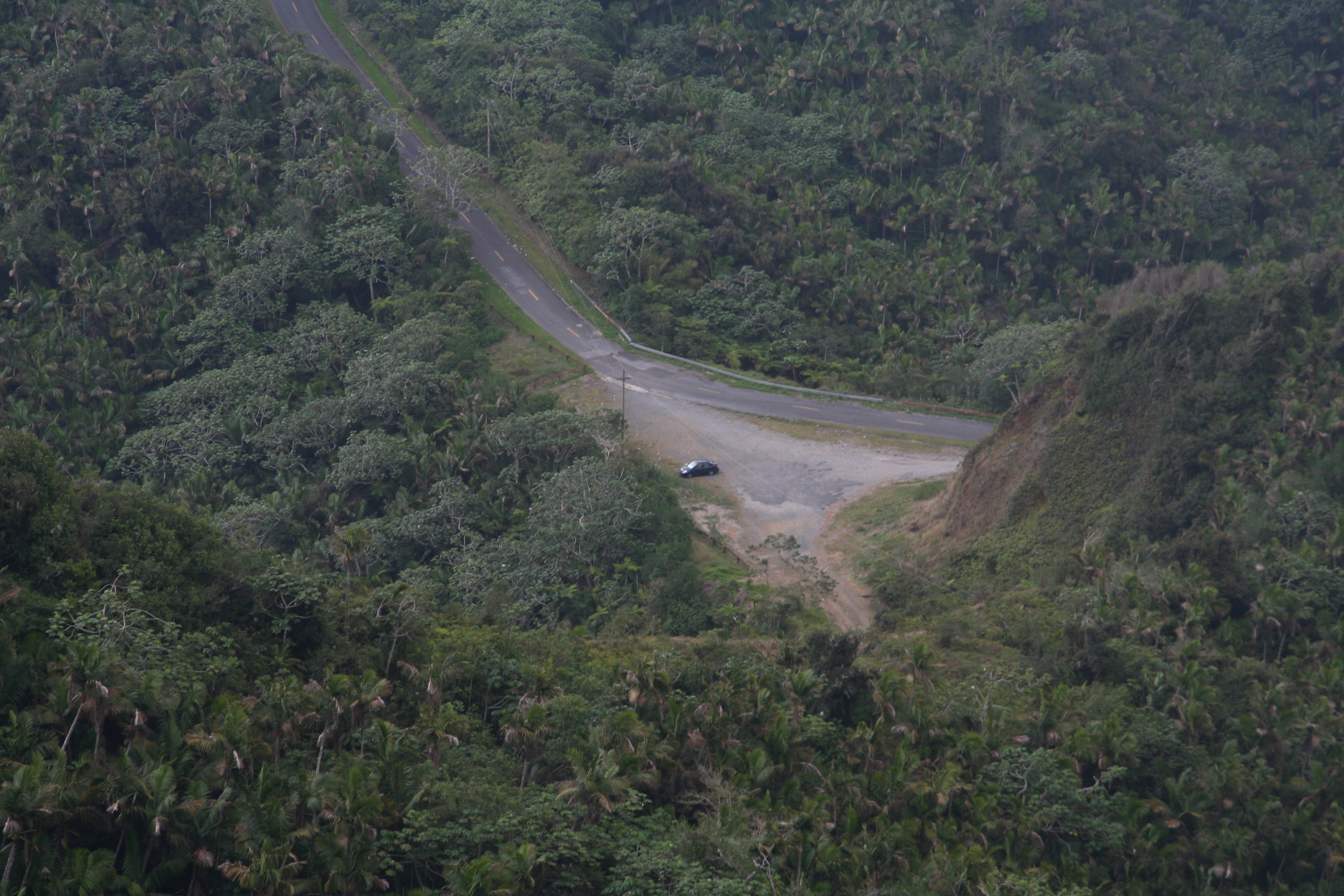
Вид на проїжджу частину з Серро-де-Пунта

## Пішохідна та під'їзна стежка
Неподалік від готелю Хасіенда Гріпіньяс є стежка, яка веде на вершину гори. Хасіенда Гріпіньяс була кавовою плантацією, але тепер перетворена на готель. У 2010 році тут ще вирощували трохи кави. Готель працює за контрактом з урядом Пуерто-Рико. Стежки, однак, погано позначені і часто зазнають пошкоджень через шторми. Хоча люди можуть піти на вершину гори стежкою, до самої вершини ж веде асфальтована дорога. У державному лісі Торо-Негро протяжність пішохідних стежок складає 19 км, деякі з нихведуть до вершини Серро-де-Пунта. 

## Галерея

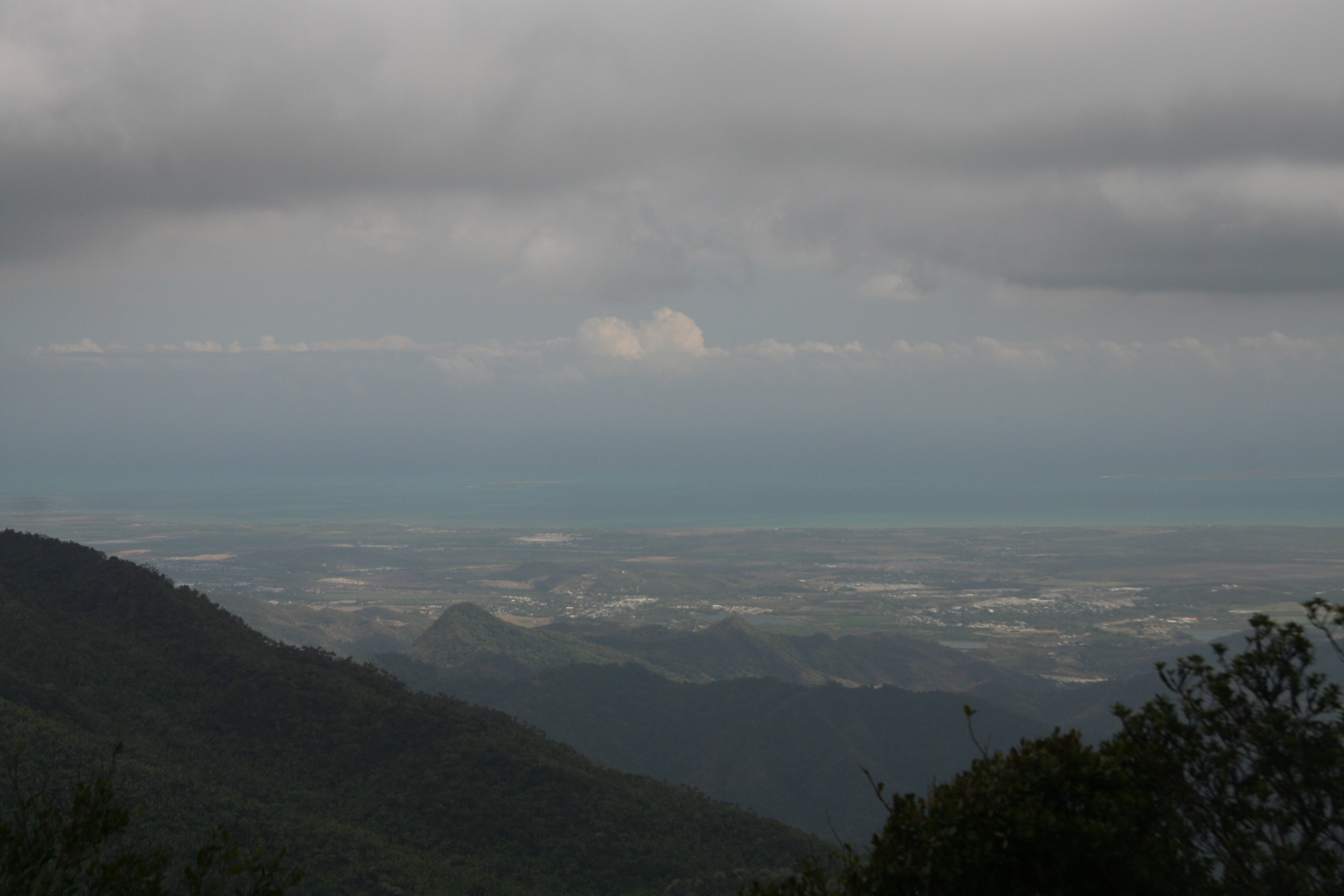
Вид із Серро-де-Пунта, найвищої точки Пуерто-Рико
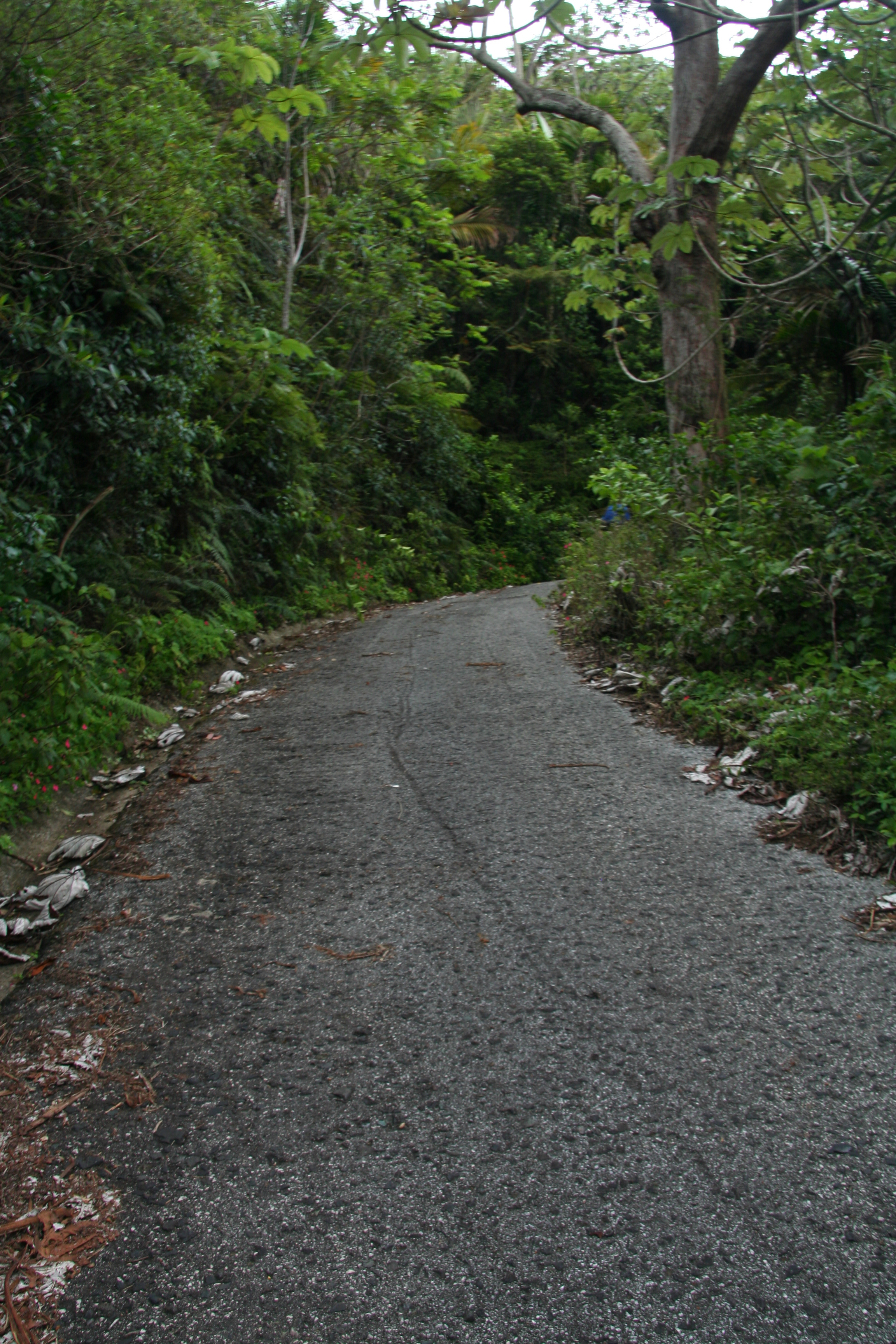
Асфальтована дорога для підйому на Серро-де-Пунта
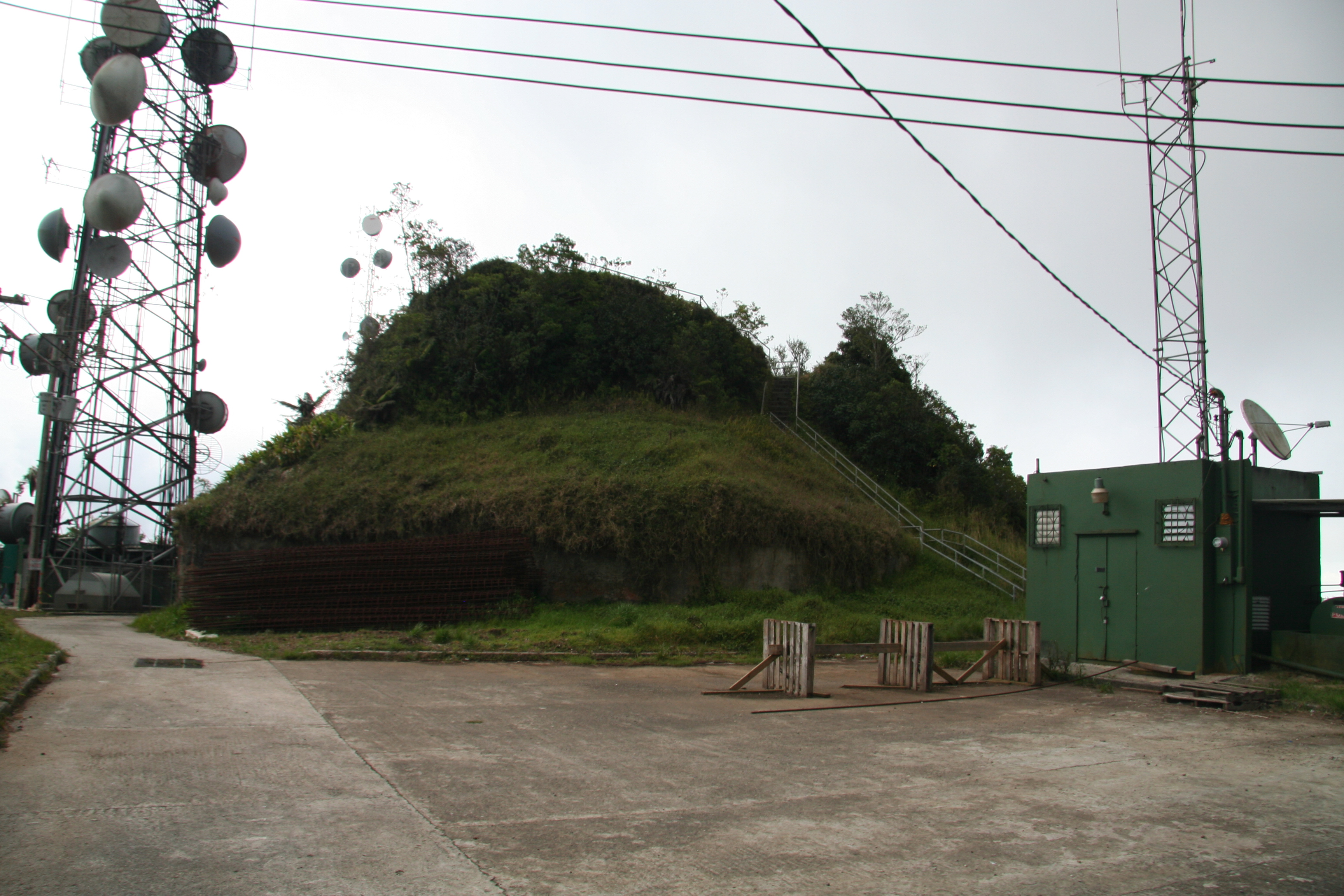
Антени на Серро-де-Пунта
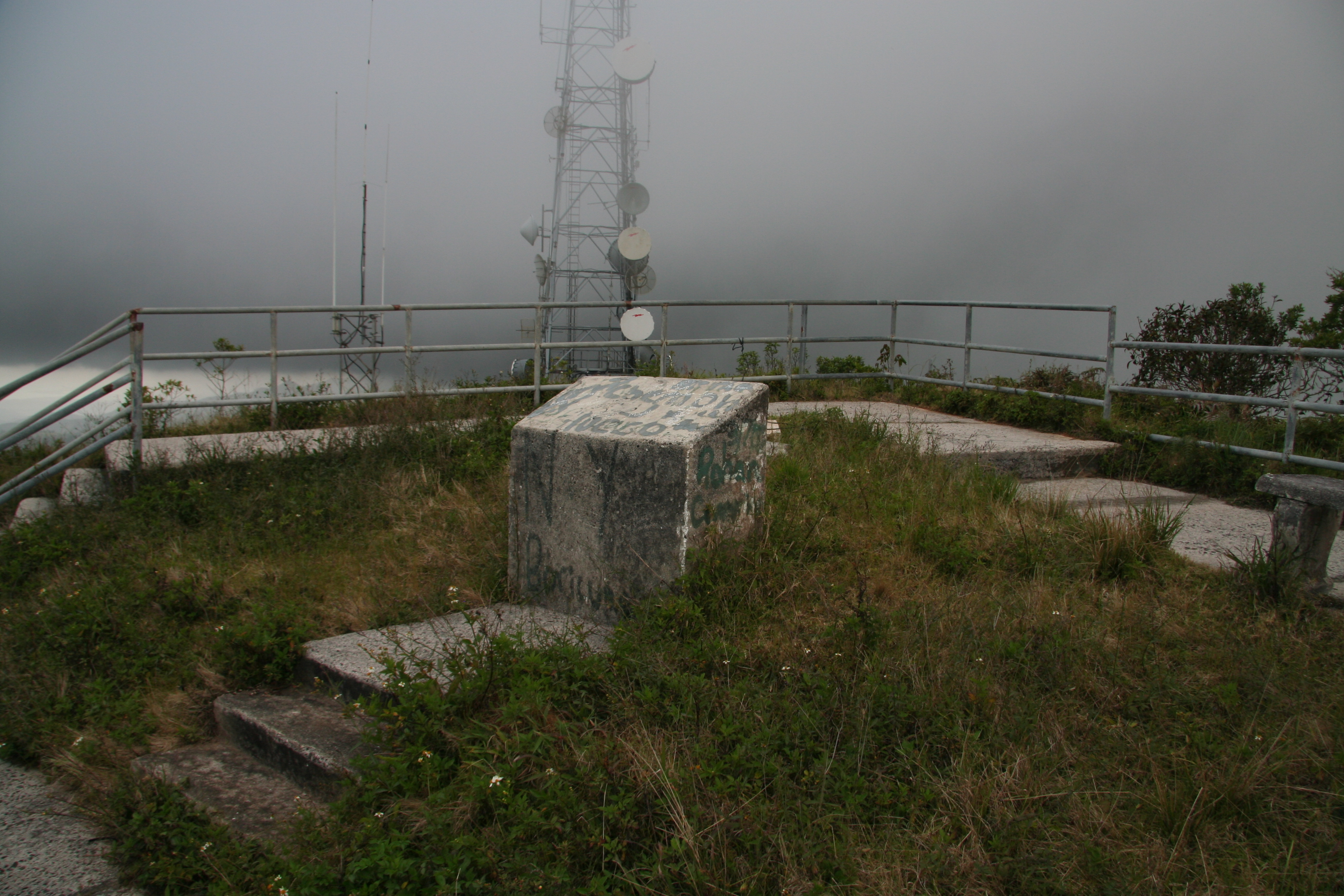
Оглядовий майданчик на вершині Серро-де-Пунта
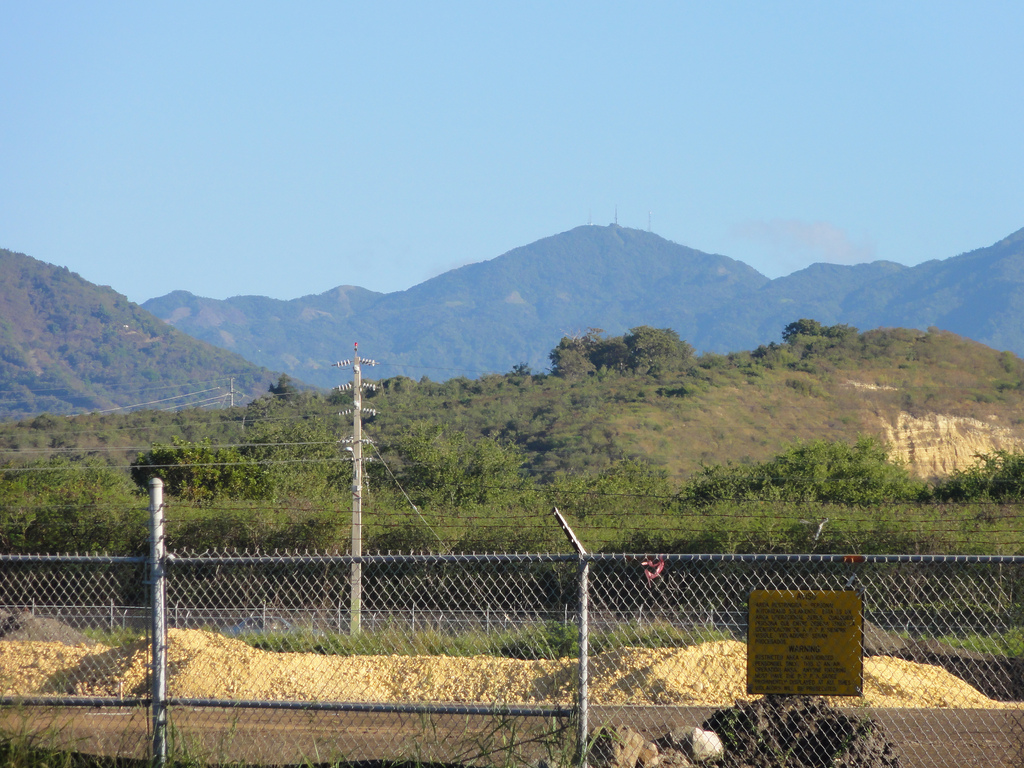
Серро-де-Пунта, як видно з аеропорту Мерседіта, Понсе, Пуерто-Рико
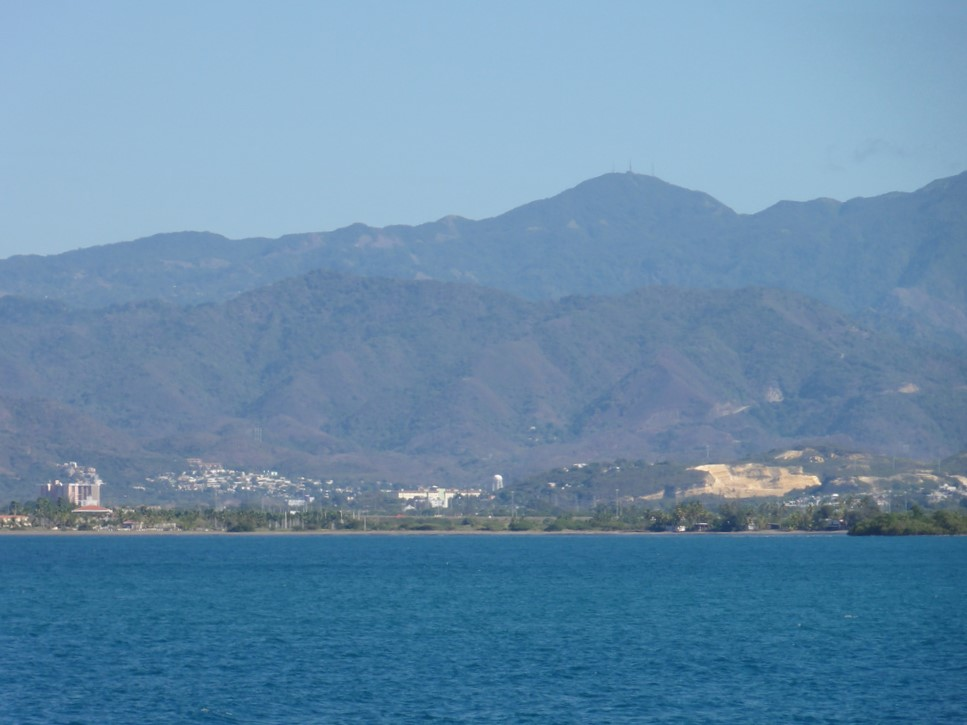
Серро-де-Пунта, як видно з Каха-де-Муертос, Понсе, Пуерто-Рико
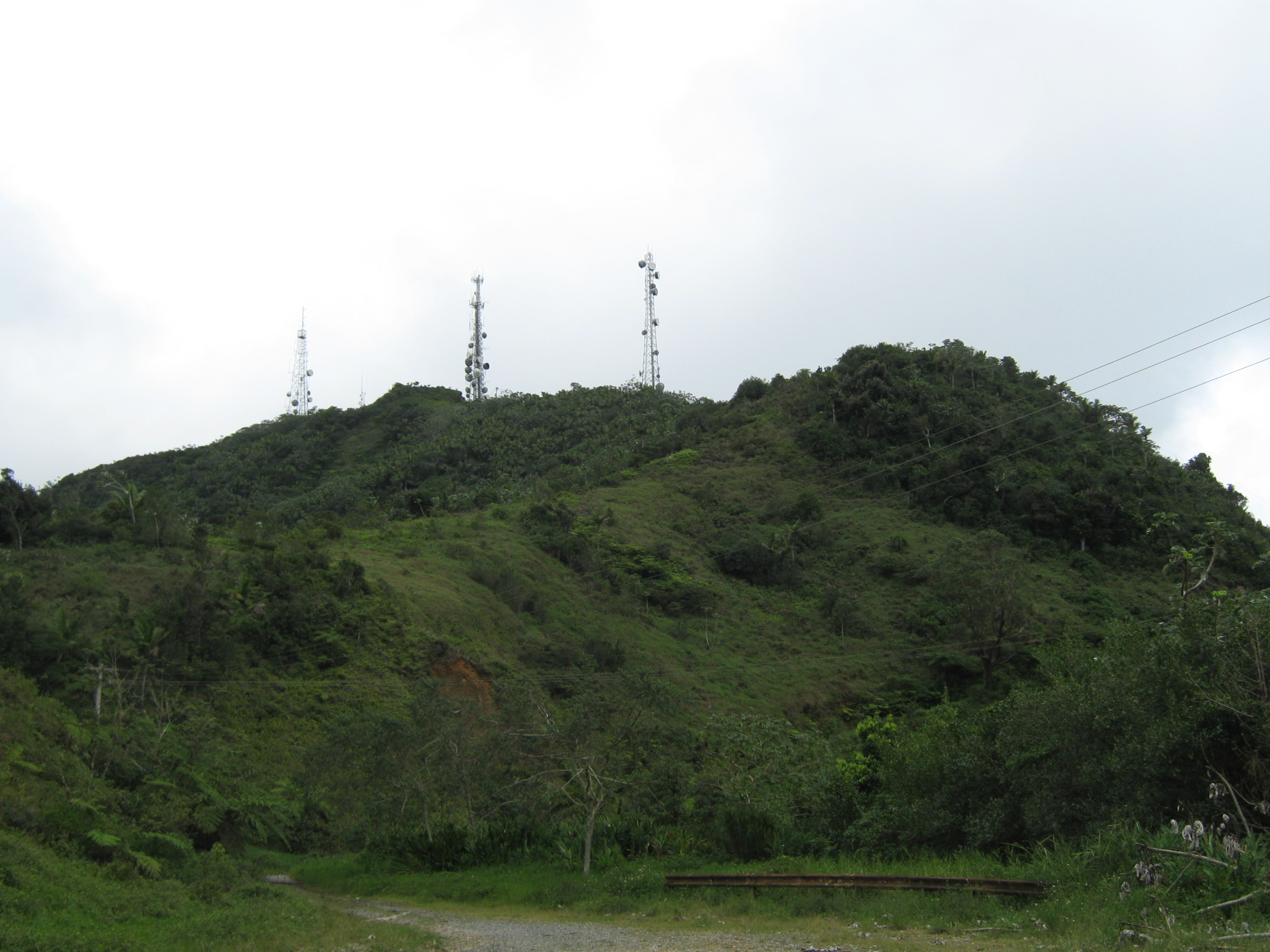
Серро-де-Пунта, як видно з Ruta Panorámica